# Podiceps gallardoi
Podiceps gallardoi là một loài chim trong họ Podicipedidae.